# Beim Jackl

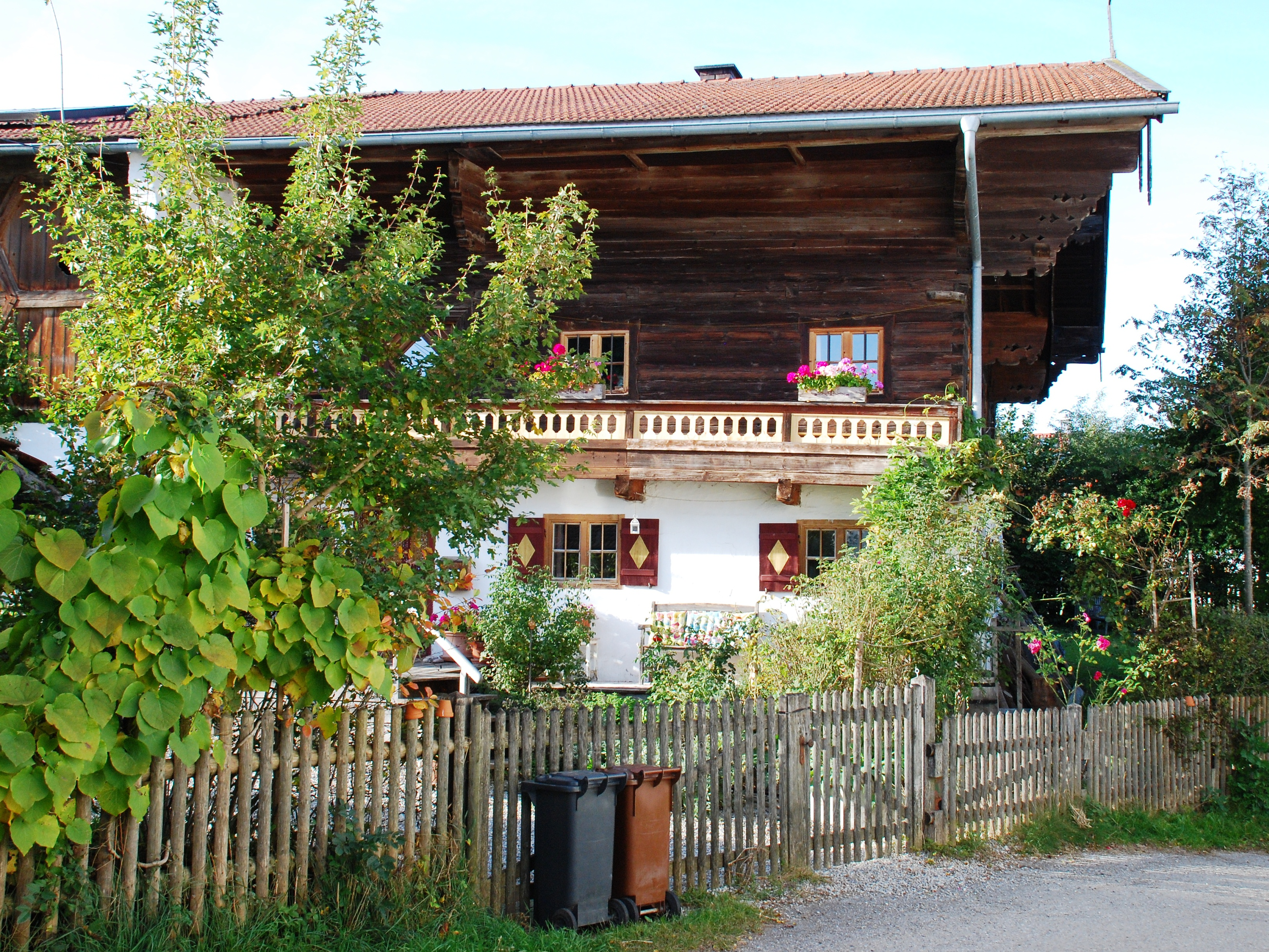
Haus Beim Jackl in Graß

Das Bauernhaus Beim Jackl in Graß, einem Gemeindeteil von Aying im oberbayerischen Landkreis München, wurde 1798 errichtet. Der Einfirsthof mit der Hausnummer Nr. 12 ist ein geschütztes Baudenkmal.
Der zweigeschossige Flachsatteldachbau mit unverputztem Blockbau-Obergeschoss und Lauben besitzt einen Wirtschaftsteil mit Bundwerk.